# دیوید سالیوان (بازیگر)
دیوید سالیوان (انگلیسی: David Sullivan؛ زادهٔ ۲۹ آوریل ۱۹۷۷) یک هنرپیشه اهل ایالات متحده آمریکا است. وی از سال ۲۰۰۴ میلادی تاکنون مشغول فعالیت بوده‌است.
از فیلم‌ها یا برنامه‌های تلویزیونی که وی در آن نقش داشته است می‌توان به آغازگر، حجاب و روز دوست دختر اشاره کرد.